# Берладська дорога
Бе́рладська доро́га (Львівська дорога, Волоський шлях, Старий Берладський шлях) — давній торговий шлях, яким через міста Галич, Коломию, Снятин (тепер Івано-Франківської обл.) ішли купецькі валки на Волощину і Дунай через міста Ясси і Берлад, що на теренах теперішньої Румунії.
Назва походить від міста Бирлад — центру Берладського князівства, яке у XII ст. лучило землі на середньому Дністрі та Попрутті, мало тісні економічні та політичні зв'язки з Галицьким князівством.

## Історичні передумови
Між 1144 і 1162 роками в Берладі князював двоюрідний брат галицького князя Ярослава I Осмомисла Іван Ростиславич — відомий із літописів як Берладник. Згодом Ярослав Осмомисл закріпив за собою всю його територію, вийшов па Нижній Дунай, де заклав портове місто Малий Галич (тепер Галац у Румунії) і 1158 року руські, угорські та польські князі підтвердили за ним право володіти тими землями.
На той період припадає найінтенсивніше освоєння попрутських земель: закладання нових міст, військових поселень, налагодження широких торговельних зв'язків з містами Північного Причорномор'я. Галицьке купецтво використовувало як водні шляхи по Дністрі та Пруті, так і сухопутну Берладську дорогу, але купецькі валки, які часами нараховували і до 300 возів, потребували надійного захисту від грабіжників.
Цей шлях ішов по лівому підвищеному березі Пруту, а вздовж дороги, крім багатьох поселень, збудували головні військові фортеці — Коломийську, Олешківську, Снятинську і Чернівецьку, і дружинники супроводжували купців.
Михайло Грушевський, аналізуючи торговельні зв’язки Галичини з чорноморськими факторіями, особливо наголошував на важливій ролі волоської торгівлі, яка здобула «поважне значення» у зв’язку з організацією Молдавського князівства і його зближенням з Польським королівством. Конкретні звістки про кримсько-чорноморсько-волоську торгівлю стосуються останньої чверті XIV ст., але нема сумніву, відзначав дослідник, що вона значно давніша і йшла без перерви з XII–XIII ст..
На думку вченого, в XI–XII ст. галицькі князівства сильно рушили на південь, колонізували Дністровсько-Прутське Пониззя й стали досить міцною стопою на чорноморськім побережу, де зав’язали тісні відносини з Візантійською імперією.
Місто Коломия історично прив'язана до Берладської дороги, яка відома ще і як Волоський, Молдовський чи Воловий шлях і в західній частині міста зберігся й досі її первісний напрям — Стара дорога.

## Руський шлях XII ст.:  «Сармалі – Галісія» (Перемишль–Малий Галич)
Цей шлях зафіксував арабський картограф і географ Мухаммад аль-Ідрісі. На його знаменитій  карті світу «Tabula Rogeriana» (1154) маршрут пролягає лівим берегом річки Дністер, починаючи від Сармалі і закінчуючи містом  Галісія,  що означене неподалік Чорного моря. Проте згідно з даними географічної енциклопедії аль-Ідрісі «Книга розради для того, хто прагне подорожувати по областях», що  тісно пов'язана з мапою,   біля Дністра розміщувалися  лише перші два населені пункти – Сармелі і Зака.
Місто Сaрмалі (Sermali, Sermeli), за даними автора, знаходилося на північ від верхнього  Дністра і його  однозначно ототожнюється з Перемишлем. Враховуючи інформацію аль-Ідрісі, що від Сармалі до міста Зака, розміщеному безпосередньо на березі Дністра,  було 240 миль (приблизно 360 км), місто  Зака (варіанти назви Зана, Зала, Вала) можна ідентифікувати або із Звенигородом на Дністрі (нині Дзвенигород), або розміщеним неподалік літописним містом Василів – відомим в історії місцем переправи через Дністер.  Маршрут повинен був  пролягати через Перемишль, Звенигород і Теребовлю -  столиці тодішніх Перемишльського, Звенигородського і Теребовлянського князівств.
У 1144 році Володимирко Володарович закінчив об'єднання галицьких земель в єдине князівство зі столицею у Галичі, а згодом  місто Галич перетягнуло до себе і торговельний шлях. Однак аль-Ідрісі  відобразив  на карті і в тексті географічної енциклопедії  попередній період. 
На думку дослідниці і перекладачки творів аль-Ідрісі  Ірини Коновалової, від Заки маршрут пролягав, найймовірніше,  на південь до міста Бармуні, яке ідентифікують з нинішнім П'ятра-Нямц. . Він проходив від Дністра до річки Прут, де була збудована Ленківська фортеця (нині передмістя Чернівців), відтак вів через міста Серет і Сучаву.  
Згідно з аль-Ідрісі, між Закою і Бармуні було 180  миль (270 км або 9 переходів), що загалом відповідає відстані автомобільного маршруту між Дзвенигородом, або ж Василевом,  і П'ятра-Нямц. 
Останній відрізок торговельного шляху  Бармуні – Галісія (П'ятра-Нямц – Малий Галич).   Відстань між ними – 10 переходів (200 миль або 300 км). Очевидно, що маршрут пролягав  через  нинішнє місто Роман, а далі долиною річки Бирлад, де розміщені  міста Васлуй і Бирлад .
У так званому «Малому Ідрісі», скороченому варіанті «Книги стомленого у мандрах по областях», вказана інша відстань між Бармуні і Галісією -  8 переходів (240 км). Припускають, що  мова йде про коротший маршрут, який пролягав від міста Роман долиною річки Серет. Обидва маршрути - коротший (через Баків і Аджуд) і довший (через Васлуй і Бирлад) – зафіксовані  в грамоті Штефана Великого від 1460 року.
У  «Малому Ідрісі» уточнюється, що торговельний маршрут у складі  міст Зака, Бармуні і Галісія вів у район Нижнього Дунаю - до міста Преславець (Барасклафіса), яке ідентифікують з давньоруським Переяславцем . На Нижньому Дунаї сходилися  також сухопутні торговельні шляхи з Константинополя і Західної Європи («Дунайський шлях»).  На той час  між  Нижнім Дунаєм  і дельтою Дністра функціонував лише морський шлях. Мухаммад аль-Ідрісі згадує біля  устя Дністра лише  безіменну корабельну стоянку. 
Загальна відстань торговельного шляху «Сармалі – Галісія» (Перемишль – Малий Галич / Галац) становила, згідно з аль-Ідрісі, 620 миль або ж 930 км, що в цілому узгоджується з нинішніми картографічними даними і автомобільними маршрутами. В XII ст. цю відстань  купецькі валки долали «найвіддаленішими руськими містами» приблизно за  1 місяць (31 перехід).

## Львівська дорога,  або Старий Берладський шлях (перша половина  XIV ст.)

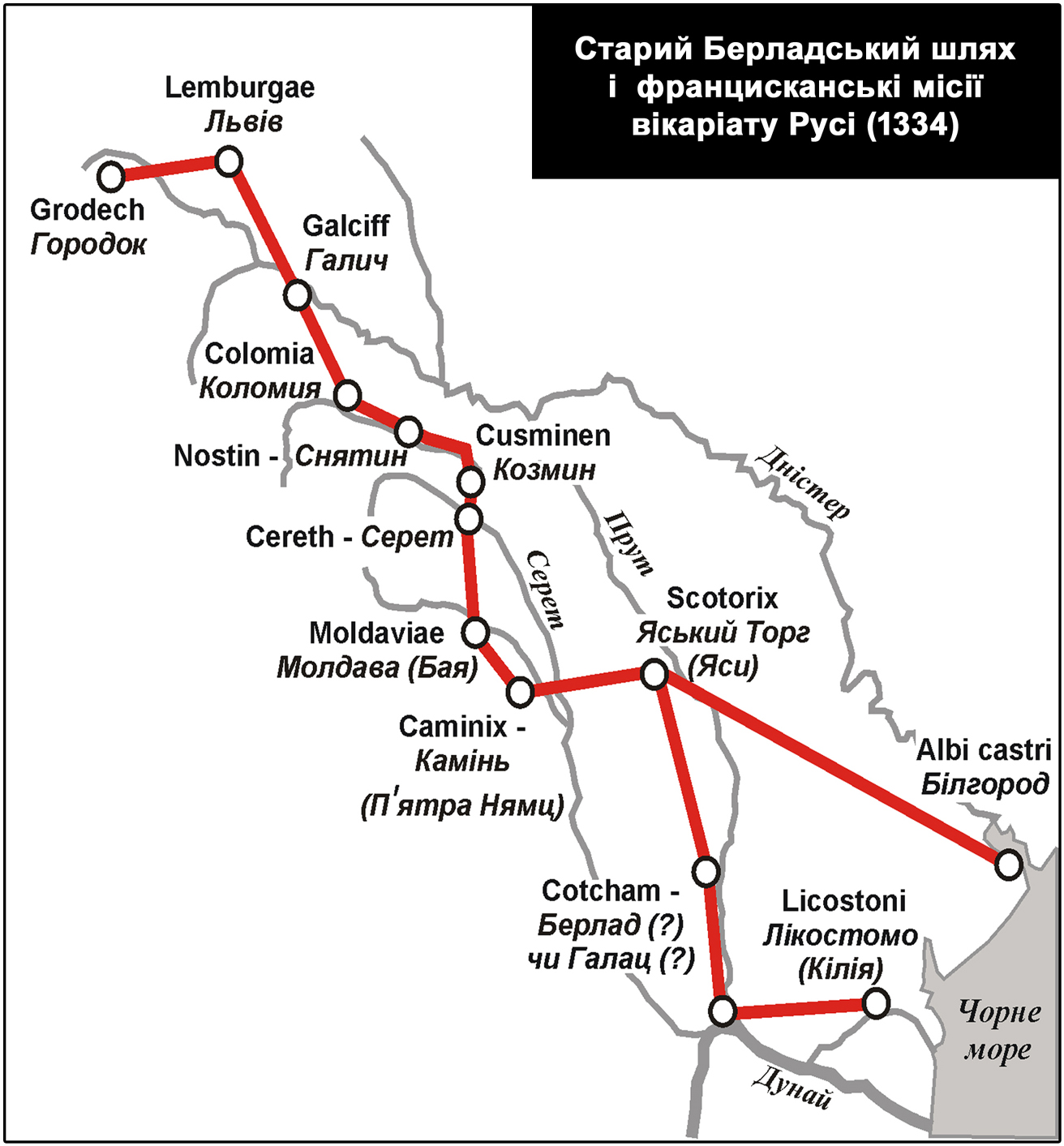
Старий Берладський шлях (1334)

У цей період ключовим пунктом торгівлі причорноморських генуезьких колоній з Північною Європою було місто Львів. Це фіксує Ангеліно Дульсерт – автор найдавніших  морських карт (портоланів) Середземного та Чорного моря.  На карті 1339 р. означено Львів (Civita  de Leo)  у вигляді значка із зображенням   зеленого прапора і християнської церкви, оточеної міськими мурами. Під значком міста напис латинською мовою: «До цього міста прибувають купці із прянощами, які пізніше вирушають через Ґотландське море до Фландрії, здебільшого у Брюґґе» .  Цю дорогу називали «Львівською» . 
Ідентифікувати південно-східну частину Львівської дороги допомагає давній реєстр францисканський місій вікаріату Русі, що датується 1334 роком (за іншими даними – 1340-1345 рр.) . В латиномовних джерелах XIV століття Руссю, або ж королівство Русь (лат. Regnum Russiae), називали Галицьке князівство. Францисканські місії перебували у містах Lemburgae (Львів),  Grodech (Городок), Galciff  (Галич), Colomia  (Коломия) і Nostin  (Снятин),  відтак у населених пунктах Cusminen (Кузьмин, нині Валя Кузьмина), Cereth (Серет), Moldaviae (Молдава, нині Бая), Caminix (Камінь = Корочунов Камень, нині П'ятра-Нямц), Scotorix (Яський Торг, нині Ясси), Licostoni (Лікостомо, нині Кілія), Albi castri (Білгород, нині Білгород-Дністровський). 
На думку буковинського історика Олександра Масана, немає сумніву в тому, що місії розташовувалися уздовж старого Берладського шляху. Лише топонім Cotcham важко пов’язати з якимось населеним пунктом, але це не міг бути Хотин, тому що малося на увазі поселення, розташоване між Яссами і Кілією.
Більшість ідентифікованих населених пунктів Старого Берладського шляху згадуються в Списку руських міст далеких і близьких, складеним наприкінці XIV століття. До цього списку не потрапили Снятин і Кузьмин, бо, найймовірніше, на той час  ці поселення не були містами-фортецями. Для Кузьмина роль сторожової застави виконував згаданий у Списку руських міст далеких і близьких Чечунь – Цецинська фортеця, що розміщувалася неподалік на припрутському  пагорбі.

## Молдавський (Валаський) шлях (кінець XIV – початок XVI ст.)
Старий Берладський шлях  став  економічним фундаментом розвитку  Молдавського князівства, що постало на прикарпатських землях в середині XIV століття, і важливим фактором міжнародної політики сусіднього Валаського князівства.  
У 1390 році  воєвода Валахії Мірча I Старий надав купцям і міщанам, що проживали на території Польського королівства, головно в місті Львові, а також купцям і міщанам Литви право займатися торгівлею на всіх його землях. Він прив’язав торговельний маршрут львівських і подільських купців до Торговища, столиці князівства (нині  Тирговіште), де всі купці були зобов’язані сплачувати мито.
Як зазначається в грамоті, купці мали право «продавати и купувати по всіх торгах і бродах подунайських, почавши від Залізних воріт і до самого Браїлова», а також «по всіх шляхах запланінських». З грамоти випливало, що львівські та подільські купці особливо були зацікавлені в придунайських торгових містах і «бродах», де торгівля велася з причорноморськими генуезькими факторіями і болгарськими містами.
8 жовтня 1408 року врегулював відносини з львівськими купцями господар Молдавського князівства Олександр Добрий. У своїй грамоті, що відома як «Уставництво о митах», він впорядкував  торговельні маршрути львівських купців, серед яких головним вважався торговий шлях, що пролягав з Львова через Чернівці до столиці Сучави, яка мала монопольне право на оптову торгівлю найбільш ходовими товарами.   Далі маршрут вів через Ясси до Білгород-Дністровського. Тодішній Білгород був крайнім митним пунктом Молдавського князівства і важливим центром львівсько-причорноморської торгівлі.
Від Сучави відходила низка маршрутів, які забезпечували активну торгівлю з сусідніми землями. Північна дорога пролягала через Дорогинь (Дорогунь,  нині Дорогой) і Хотин до Кам’янця на Поділлі, тому її називали також «Кам’янецькою» або «Подільською». Західна дорога, або ж «Бистрицька», пролягала через  Баню і Молдовицю до трансільванського міста Бистриці, підтримуючи торговельні стосунки з Уграми (Угорщиною). Натомість для торгового сполучення з Басарабами (Валахією) служила дорога через Баків  і Тотруш до Брашова («Брашовська дорога»), а також дорога до придунайського міста Браїлів («Браїлівська»).
Згідно з грамотою Штефана Великого, виданою 3 липня 1460 року, львівські купці отримали підтвердження свого попереднього права «ходити» на Нижній Дунай до Браїлова з метою закупівлі риби, а водночас  відновили транзит цим шляхом найціннішого західного товару – сукна – з метою подальшої торгівлі ним як у Валаському князівстві, так і в генуезькій Кілії і Турецьких володіннях.
Підтверджувальна грамота від 1460 року дозволяє уточнити торговельні маршрути, що вели з Сучави на Нижній Дунай. Перший пролягав долиною річки Серет і вів через міста Баків,  Аджуд), Путна. які були визначені митницями. Натомість другий пролягав через Романів Торг, долиною річки Бирлад до міст Васлуй,  Берлад) і Текуч , які також стали митними пунктами. Обидва маршрути сходилися в районі впадіння у річку Серет потоку Путна і розміщеного неподалік однойменного міста.
XV століття вважається періодом розквіту Молдавського (Валаського)  шляху як важливої ланки міжнародної торгівлі. Після цього почався поступовий занепад.

## Воловий шлях (XVI ст.)
Важливою особливістю Молдавського шляху XVІ століття стала  міжнародна торгівля великою рогатою худобою (волами). Закуплені в Молдавії воли переганялися до Львова, а далі експортувалися на захід через міста Краків і Познань. Якщо в 1500-1530 роках переганялося в середньому по  10-12 тисяч волів на рік, то в 1580 році  ця цифра зросла до 30 тисяч. В 1580-х роках  виручка від торгівля волами на Молдавському шляху  досягла 200 тисяч дукатів, що становило 2/3 загальних доходів державної казни. 
Міжнародні прикордонні ярмарки проводилися в  Ленківцях, Шипинцях, Снятині, Коломиї. Південно-західна околиця Шипинців, де відбувалися торгівля худобою та іншими товарами, до цих пір зберігає назву «Торговиця».

## Пізнє середньовіччя
Після монголо-татарської навали 1259 р. майже всі галицькі міста і фортеці були зруйновані і їхнє нове відродження в середині 14 ст. відзначалося тим, що нові поселення переважно не збігалися з берладською дорогою. Наступний період перетворив її в арену жорстокої боротьби. Понад два століття Покуття зазнавало спустошливих набігів з боку волохів та буджацьких татар, внаслідок чого Коломия була десятки разів пограбована і спалена. Це стало причиною тривалого занепаду шляху і лише в середині XVII ст. вона стає знову центром торговельних зв'язків і залишає глибокий слід на сторінках тодішніх писемних джерел.
Згодом історики Румунії, Польщі й СРСР широко використали в своїх працях багатий матеріал про торговельну спроможність берладської дороги.